# Jaka Lakovič
Jaka Lakovič (Ljubljana, 9 juli 1978) is een Sloveens basketballer. Hij verruilde in de zomer van 2011 FC Barcelona Bàsquet voor Galatasaray Medical Park. Hij speelde daarnaast meer dan zestig interlands in het Sloveens nationaal basketbalteam.

## Basketbalcarrière

### Regal FC Barcelona
Lakovič werd bij FC Barcelona een publiekslieveling. Hij won met de club verschillende bekers, zoals die van de Liga ACB.

### Galatasaray
In 2011 tekende hij een contract tot medio 2013 bij Galatasaray Medical Park.